# 大韓航空貨運8509號班機空難
大韩航空货运8509号班机是预定前往米兰－马尔彭萨机场的货机。由于机师失误及儀器失靈，该货机在从伦敦斯坦斯特德机场起飞后不久便坠毁。 

## 飞机
失事飞机为一架波音747-200F货机，注册号码为HL7451，使用普惠JT9D-7Q引擎。飞机于1980年4月4日建成，截止失事前该货机已完成15451次航行，积累了83011小时的飞行时间。

## 机组员名单
- 机长：朴得圭（57岁）
- 副机长：尹基植（33岁）
- 工程师：朴薰圭（38岁）
- 维修技师：金日奭（45岁）

## 事故
在1999年12月22日18时38分，起飞55秒后，大韩航空货运8509号班机在下倾40度、左倾90度、航速250至300节的状况下撞向地面。飞机最后坠毁于靠近Great Hallingbury的哈特费尔德森林（Hatfield Forest），无地面人员伤亡，但机组4人全员罹难，包括一名隨機的大韩航空飛機維修技師。事後，英國當局主導整個調查，發現飛機上的其中一個水平儀失靈，原因是在維修員得知問題後，沒有依照維修手冊的指示般，把整個水平儀替換，而只是重接電線和把它重設，最後在機師誤信該水平儀下，令飛機嚴重傾斜，最終坠毁。調查報告亦指出事故中的機組人員缺乏交流，在事發前，飛航工程師已指出飛機嚴重傾斜，而警報聲亦大作，但副機長選擇忽略警報，沒有及時指正機長的失誤，最終釀成事故。

## 事後
由於調查報告指出事故的其中原因是不良的駕駛艙文化，導致擁有正常姿態儀副駕駛並未開口糾正機長錯誤或接手控制飛機，因此飛機在機長控制下繼續加大傾斜，最終以90度仰角撞擊地面失事。大韩航空事後全面檢討機長訓練程序，而直至現在大韩航空再沒有出現同類型事故，而大韓航空在2022年10月23日的631班機前也再未發生飛機報廢的事故。
事故及後亦被製作成空中浩劫（十一季第7集）的“Bad Attitude”。

## 類似事件
- 印度航空855號班機空難—同樣因儀錶故障及機師判斷失誤而墜毀。